# Jerzy Barthel de Weydenthal
Jerzy Teofil Marian Barthel de Weydenthal (ur. 3 listopada 1882 w Padniewie, zm. 16 marca 1960 w Londynie) – polski urzędnik konsularny, dyplomata.

## Życiorys
Urodził się w ziemiańskiej rodzinie Zdzisława i Anieli z Różańskich. Był bratem Jadwigi, Przemysława, Jana i Marii Barthel de Weydenthal – działaczki niepodległościowej, nauczycielki w gimnazjum sióstr urszulanek w Stanisławowie, zakonnicy sióstr urszulanek – matki Beaty (1885–1970). Uczęszczał do Gimnazjum o.o. Jezuitów w Chyrowie (1895–1897), Gimnazjum Św. Anny w Krakowie (1897–1899), i Gimnazjum w Podgórzu, gdzie w roku 1900 uzyskał maturę. Studiował na uniwersytetach w: Warszawie (1900–1901), Lwowie (1901–1904) i Krakowie (1904–1905, 1908–1910), gdzie uzyskał absolutorium w 1912. Kontynuował studia uzupełniające na Wydziale Handlowym Uniwersytetu w Birmingham (1910).
Od czerwca 1914 do 31 sierpnia 1915 pracował w Namiestnictwie Galicji. Od 1914 do 20 lipca 1917 służył w Legionach Polskich. Po kryzysie przysięgowym (w lipcu 1917) przeszedł do pracy w Sądzie Okręgowym w Kielcach, gdzie pełnił funkcję podprokuratora. W polskiej służbie zagranicznej od 1919, pełniąc m.in. funkcje konsula w Konsulacie Generalnym w Nowym Jorku (1919–1921), w tym kier. tegoż urzędu (1919–1920), konsula - kier. konsulatu w Detroit (1921–1923), konsula gen. w Konsulacie Generalnym w Chicago (1923–1926), kier. referatu w Departamencie Polityczno-Ekonomicznym MSZ (1926–1927), konsula gen. w Zagrzebiu (1927–1929), radcy poselstwa i delegata pełnomocnego Rządu RP w Szanghaju (1929–1931), następnie radcy poselstwa/chargé d’affaires (1931–1933) i Posła Nadzwyczajnego i Ministra Pełnomocnego w Szanghaju(1933–1939), delegata MSZ ds. uchodźczych w Mentonie (1939–1940). Zatrudniony na terenie Francji m.in. w Hyères i Aix-les-Bains (1940–1944). Po wyzwoleniu prowadził akcję werbunkową do 2 Korpusu wśród Polaków-jeńców z armii niemieckiej (1944–1945). Po wojnie na emigracji. W latach 1945–1952 przebywał w Dublinie. Zmarł w Londynie.
Był mężem Kazimiery z Bzowskich, z którą miał syna Mariana (1921–1943), żołnierza AK ps. „Urban”, pierwszego dowódcy oddziału ZWZ-AK „Barania Góra”.

## Ordery i odznaczenia
- Złoty Krzyż Zasługi (28 czerwca 1939)[6]
- Medal Niepodległości (16 marca 1937)[7]
- Srebrny Krzyż Zasługi[8]
- Medal Dziesięciolecia Odzyskanej Niepodległości[8]
- Krzyż Komandorski Orderu Feniksa (Grecja)[8]